# Campionato europeo femminile di pallacanestro Under-18 1969
Il Campionato europeo femminile di pallacanestro Under-18 1969 (noto anche come FIBA EuroBasket Women Under-18 1969) si è svolto nell'allora Germania Ovest, a Colonia, Lünen, Essen, Hohenlimburg e Hagen.

## Classifica finale
| Campione d'Europa | Campione d'Europa | Campione d'Europa |
| ----------------- | ----------------- | ----------------- |
| Unione Sovietica  |                   |                   |
| Argento           | Bulgaria          |                   |
| Bronzo            | Jugoslavia        |                   |
| 4.                | Polonia           |                   |
| 5.                | Ungheria          |                   |
| 6.                | Italia            |                   |
| 7.                | Cecoslovacchia    |                   |
| 8.                | Israele           |                   |
| 9.                | Romania           |                   |
| 10.               | Paesi Bassi       |                   |
| 11.               | Germania Ovest    |                   |